# Aphelandra pulcherrima
Aphelandra pulcherrima là một loài thực vật có hoa trong họ Ô rô. Loài này được (Jacq.) Kunth mô tả khoa học đầu tiên năm 1818.

## Hình ảnh

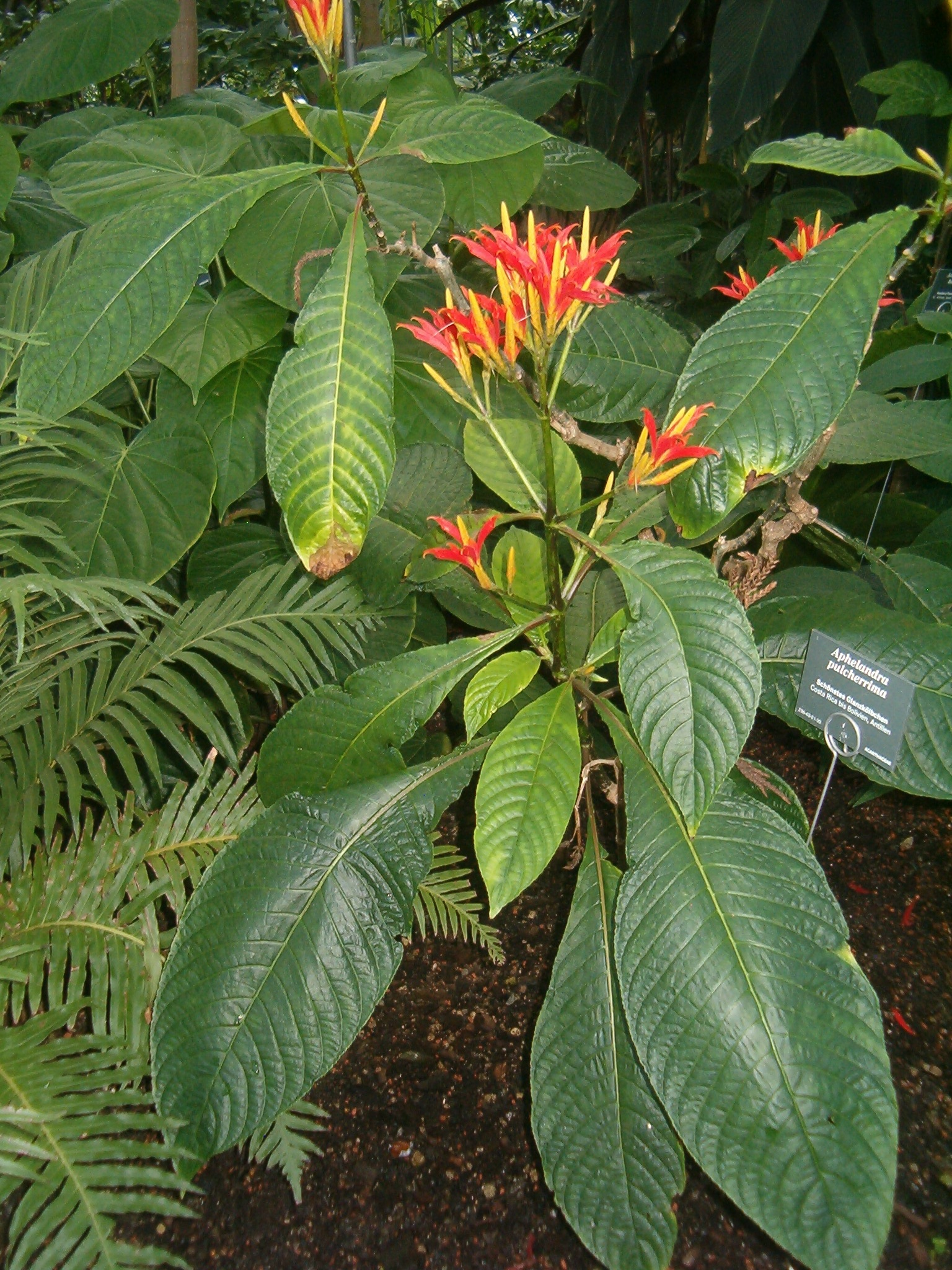